# Relaciones India-México
Las naciones de la India y México establecieron relaciones diplomáticas en 1950. Ambas naciones son miembros del G20 y las Naciones Unidas.

## Historia
Durante el colonialismo tanto en India y en México; buques españoles llevaron a cabo relaciones y comercio entre ambas naciones a través del Galeón de Manila-Acapulco y comerciaban con comerciantes indios y llevaron productos de la India a la Nueva España (hoy México). En el siglo XVI, unos cientos de indios fueron tomados como esclavos y transportados a México. En el siglo XVII, una mujer india en México conocida como Catarina de San Juan fue secuestrada por piratas portugueses y llevada a las Filipinas. Desde allí, fue llevada a México y vendida a un hombre en el estado mexicano de Puebla. Su presencia en Puebla inspiró la creación del vestido China poblana, basado en los vestidos tradicionales que usaba.
En 1947, México se convirtió en la primera nación latinoamericana en reconocer la independencia de la India del Reino Unido. El primero de agosto de 1950 ambas naciones establecieron relaciones diplomáticas y al año siguiente, México abrió una embajada en Delhi. Para mostrar la importancia de las nuevas relaciones entre las dos naciones, el primer embajador mexicano en la India fue el expresidente mexicano Emilio Portes Gil. En 1962 el Premio Nobel de Literatura, Octavio Paz, fue nombrado embajador en la India, quien presentaría credenciales antes los presidentes Rajendra Prasad y Sarvepalli Radhakrishnan.
En 1961, el Primer ministro Jawaharlal Nehru se convirtió en el primer jefe de Estado indio en hacer una visita a México, a donde viajó acompañado de su hija Indira Gandhi, siendo recibidos por el presidente Adolfo López Mateos y la primera dama Eva Sámano. Durante su estancia en México realizó una visita al Conjunto Habitacional Unidad Independencia, al edificio de la Secretaría de Educación Pública, donde sostuvo una entrevista con el secretario de Educación, Jaime Torres Bodet y antes de abandonar el país se entrevistó con el expresidente Lázaro Cárdenas. En octubre de 1962, el presidente mexicano Adolfo López Mateos realizó una visita oficial a la India. Habría muchas más visitas de alto nivel entre los líderes de ambas naciones.
Ambas naciones trabajan estrechamente en varias organizaciones multilaterales. La variedad de trigo mexicano Sonora fue fundamental en la revolución verde en la India. En 2010, India abrió un centro cultural en la Ciudad de México en respuesta a los amplios intereses manifestados en México por las diferentes facetas de la cultura india y su estilo de vida.
En junio de 2016, el primer ministro indio Narendra Modi realizó una visita oficial a México. Mientras estuvo en México, el primer ministro Modi se reunió con el presidente Enrique Peña Nieto y los dos líderes sostuvieron conversaciones de cooperación bilateral, política y económica.
En marzo de 2022, el canciller mexicano Marcelo Ebrard realizó una visita oficial a la India y se reunió con su homólogo S. Jaishankar. Mientras estuvo en la India, Ebrard se reunió con líderes empresariales locales para aumentar las relaciones comerciales entre la India y México. Ebrard también anunció la próxima apertura de un consulado mexicano en Mumbai. En abril del mismo año, se abrió el consulado en Mumbai.

## Visitas de alto nivel

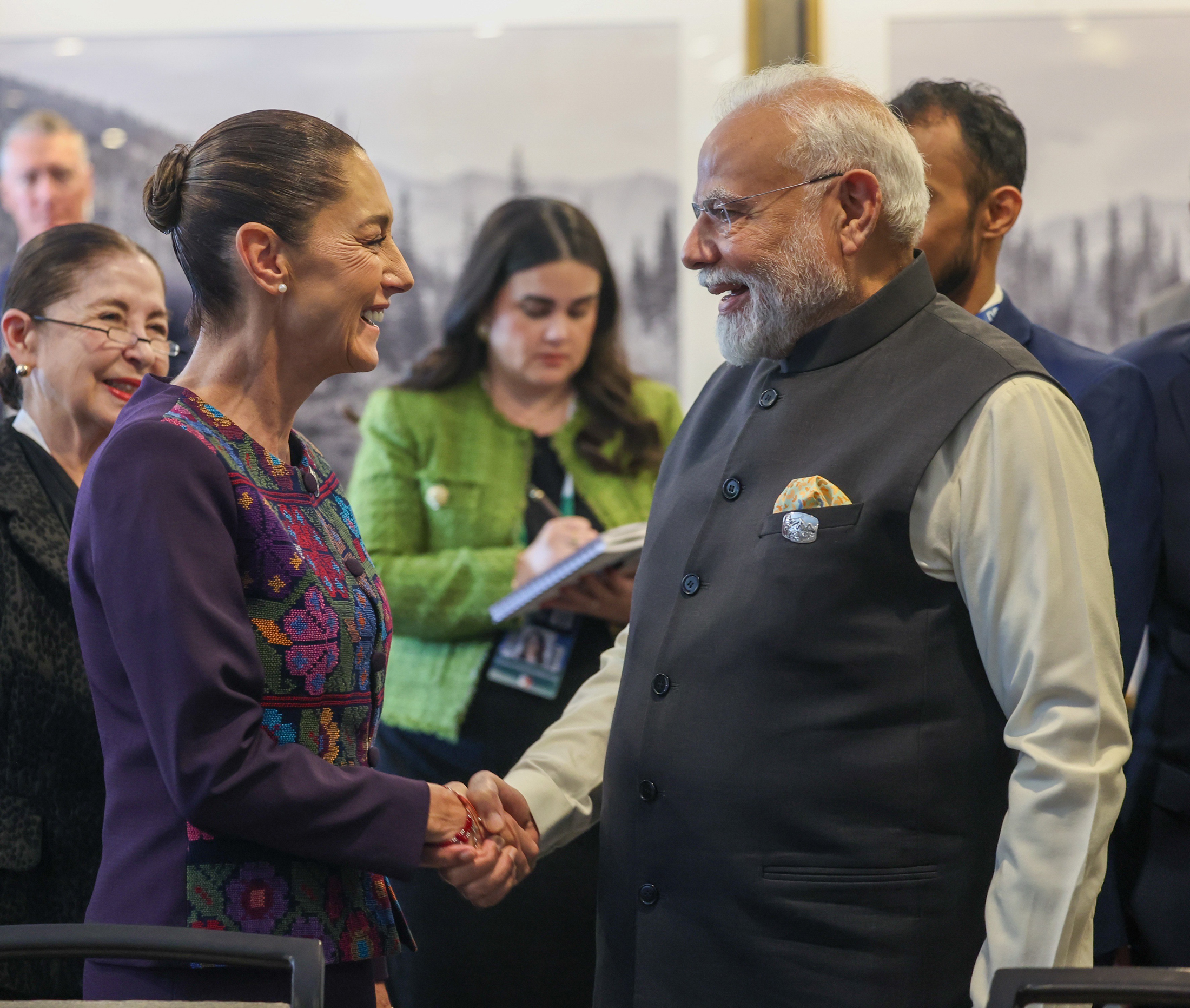
La presidenta Claudia Sheinbaum junto con el Primer ministro Narendra Modi en Kananaskis, Canadá; junio de 2025.

Visitas de alto nivel de la India a México
- Primer ministro Jawaharlal Nehru (1961)
- Ministro de Asuntos Exteriores P. V. Narasimha Rao (1980)
- Primer ministro Indira Gandhi (1981)
- Presidente Zail Singh (1984)
- Primer ministro Rajiv Gandhi (1986)
- Presidenta Pratibha Patil (2008)
- Primer ministro Manmohan Singh (2012)
- Primer ministro Narendra Modi (2016)
- Ministro de Asuntos Exteriores S. Jaishankar (2021)

Visitas de alto nivel de México a la India
- Presidente Adolfo López Mateos (1962)
- Presidente Luis Echeverría (1975)
- Presidente José López Portillo (1981)
- Presidente Miguel de la Madrid (1985)
- Secretario de Relaciones Exteriores Jorge Castañeda Gutman (2002)
- Secretario de Relaciones Exteriores Luis Ernesto Derbez (2004)
- Presidente Felipe Calderón Hinojosa (2007)
- Secretaria de Relaciones Exteriores Patricia Espinosa (2010)
- Secretario de Relaciones Exteriores José Antonio Meade (2014)
- Secretaria de Relaciones Exteriores Claudia Ruiz Massieu (2016)
- Secretario de Relaciones Exteriores Marcelo Ebrard (2022)

La primera ministra Indira Gandhi asistiendo a la Cumbre Norte-Sur en Cancún junto con su homólogo mexicano, José López Portillo; 1981.
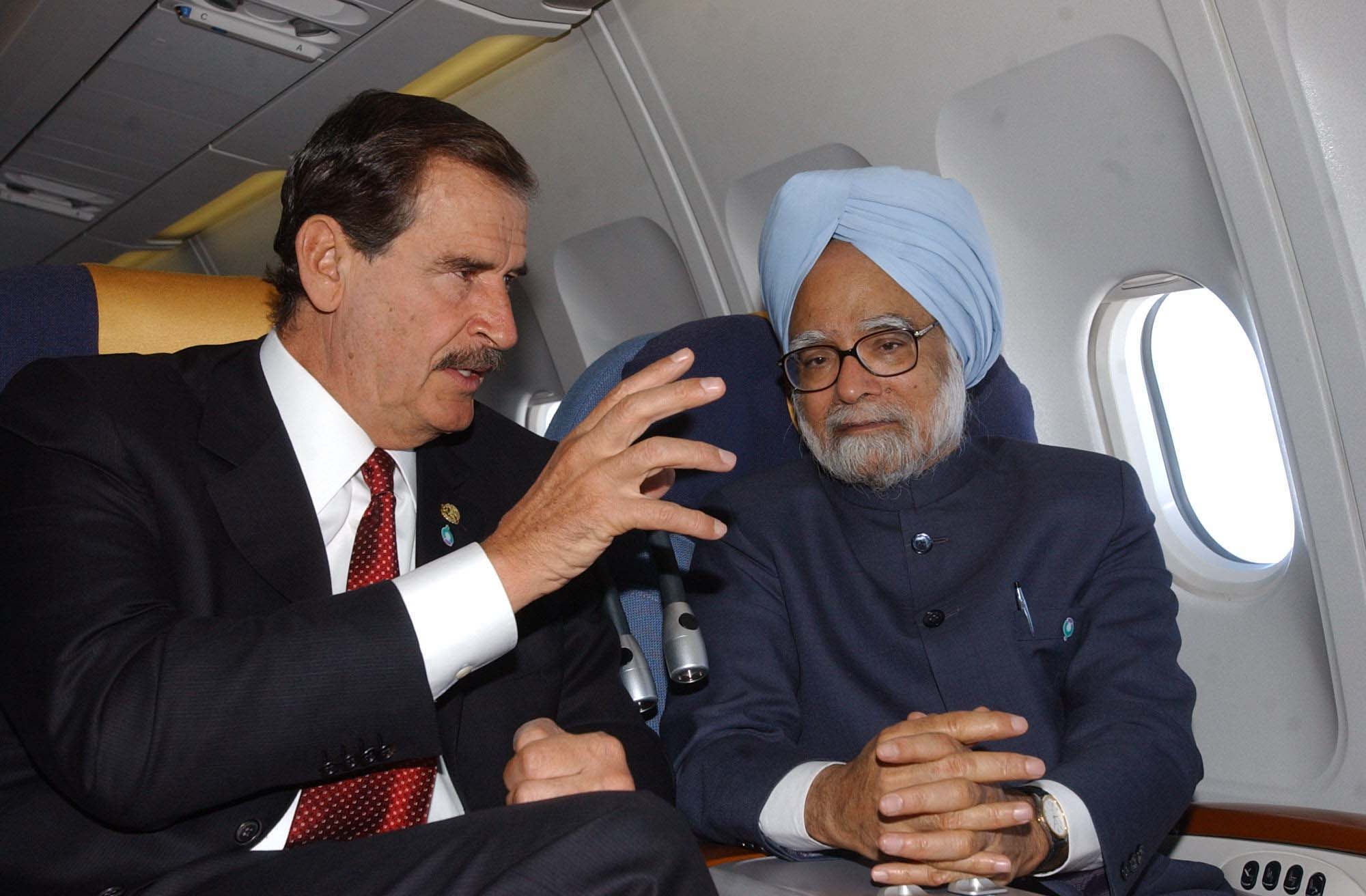
El presidente Vicente Fox y el Primer ministro Manmohan Singh volando a Escocia para asistir la 31.ª Cumbre del G8; 2005.
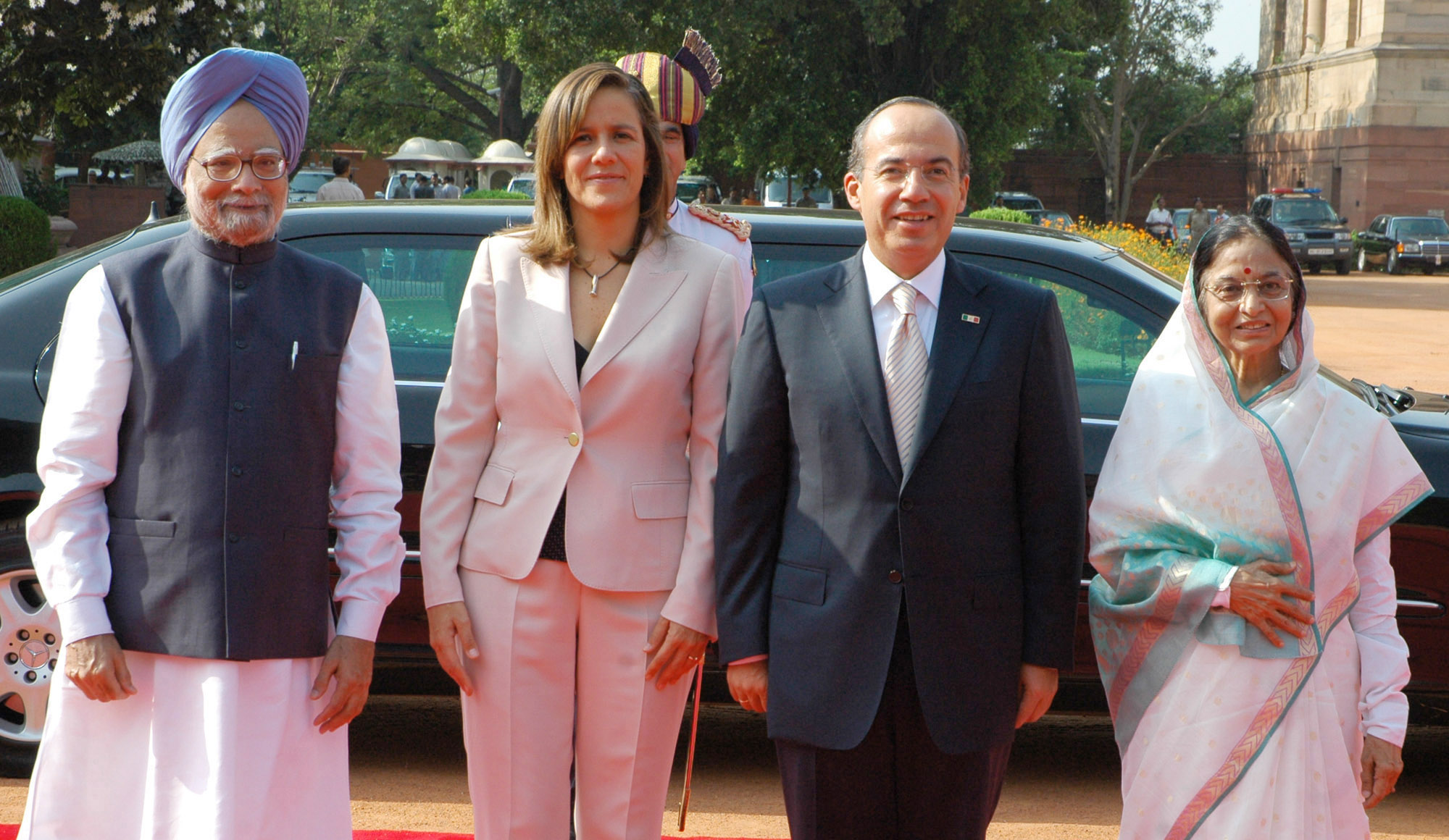
El Primer ministro Manmohan Singh, la presidenta Pratibha Patil, el presidente Felipe Calderón y la primera dama Margarita Zavala en Nueva Deli, 2007.
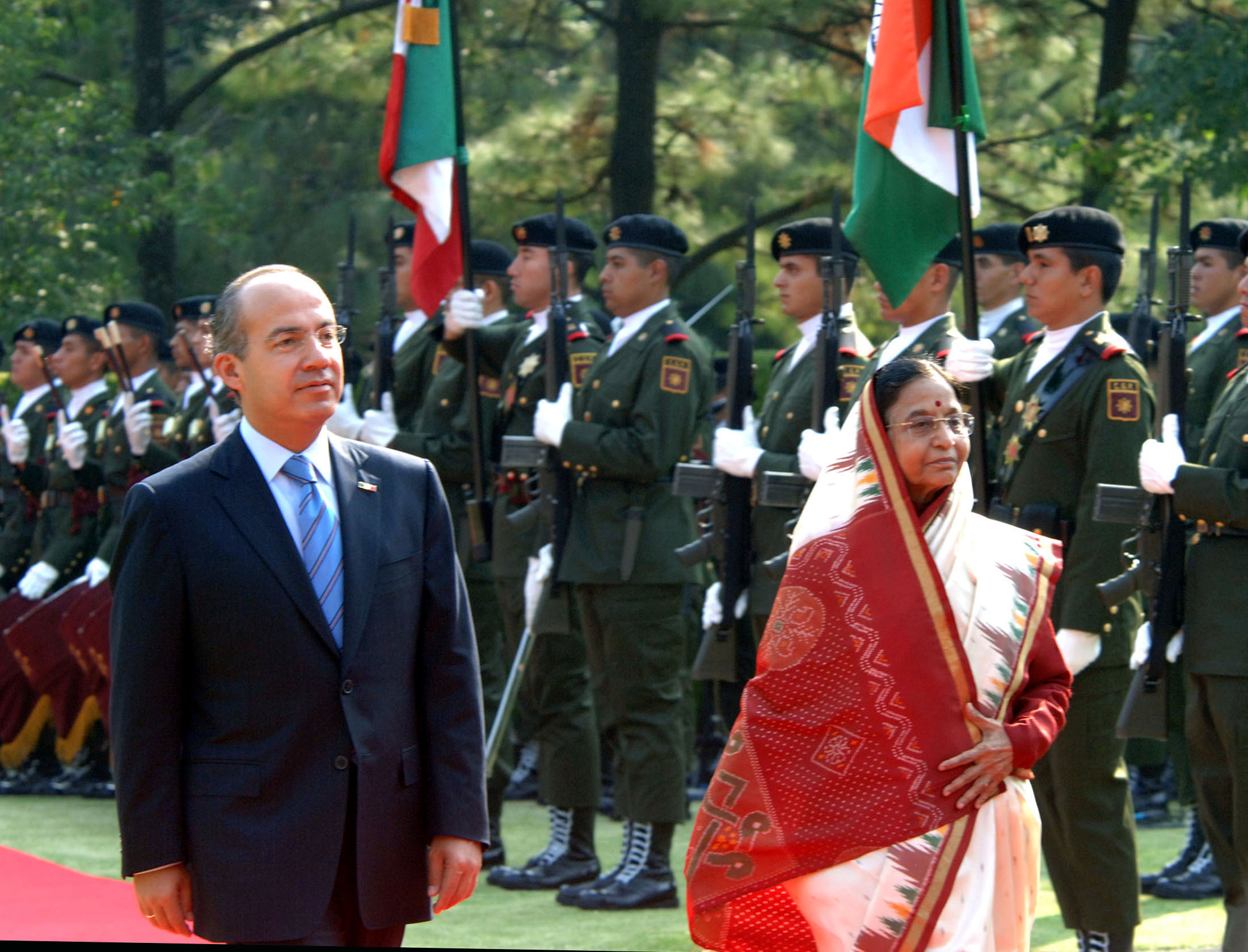
El presidente Felipe Calderón y la presidenta Pratibha Patil en la Ciudad de México; 2008.
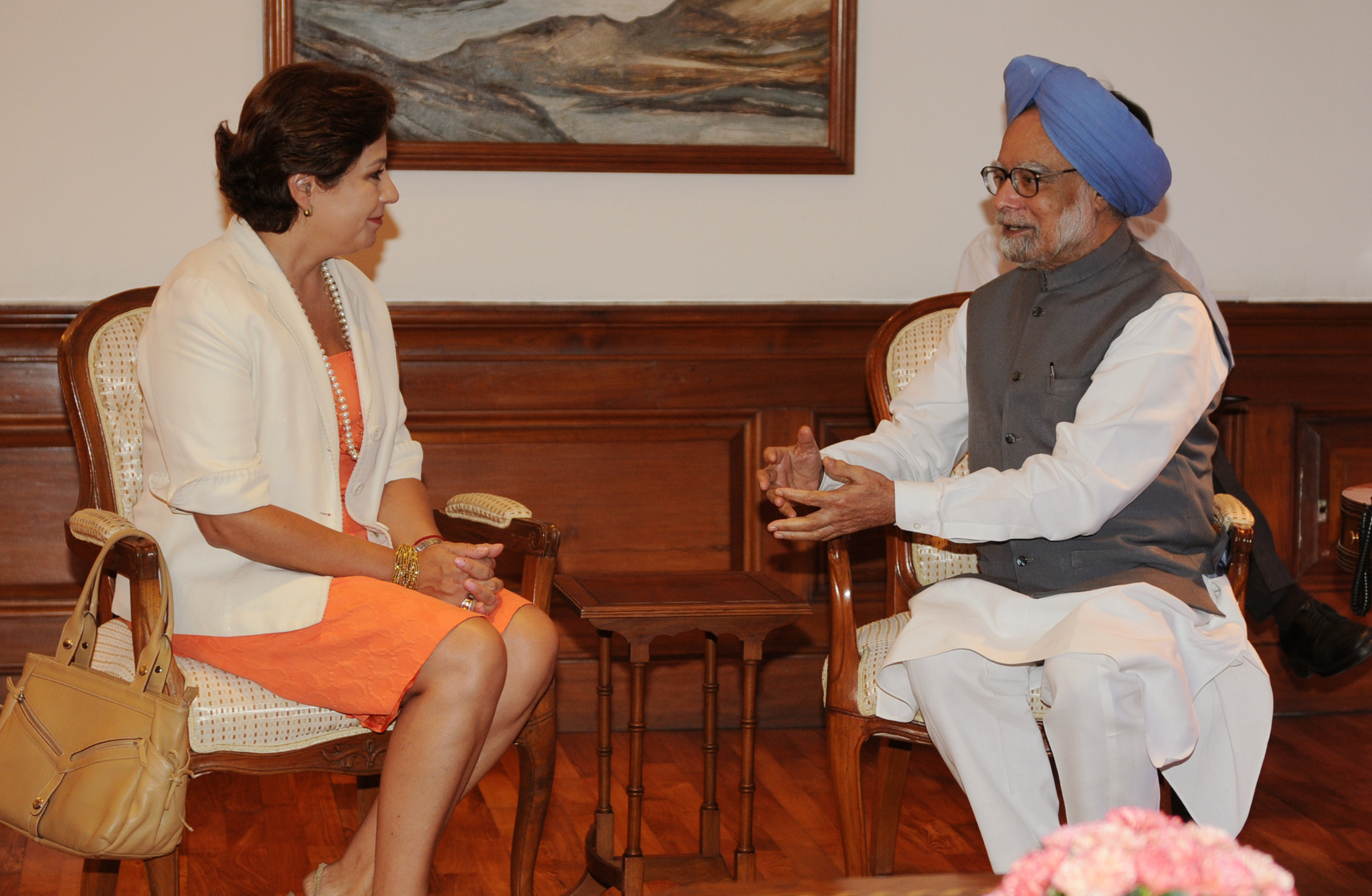
Secretaria de Relaciones Exteriores Patricia Espinosa junto con el Primer ministro Manmohan Singh en Nueva Deli, 2010.
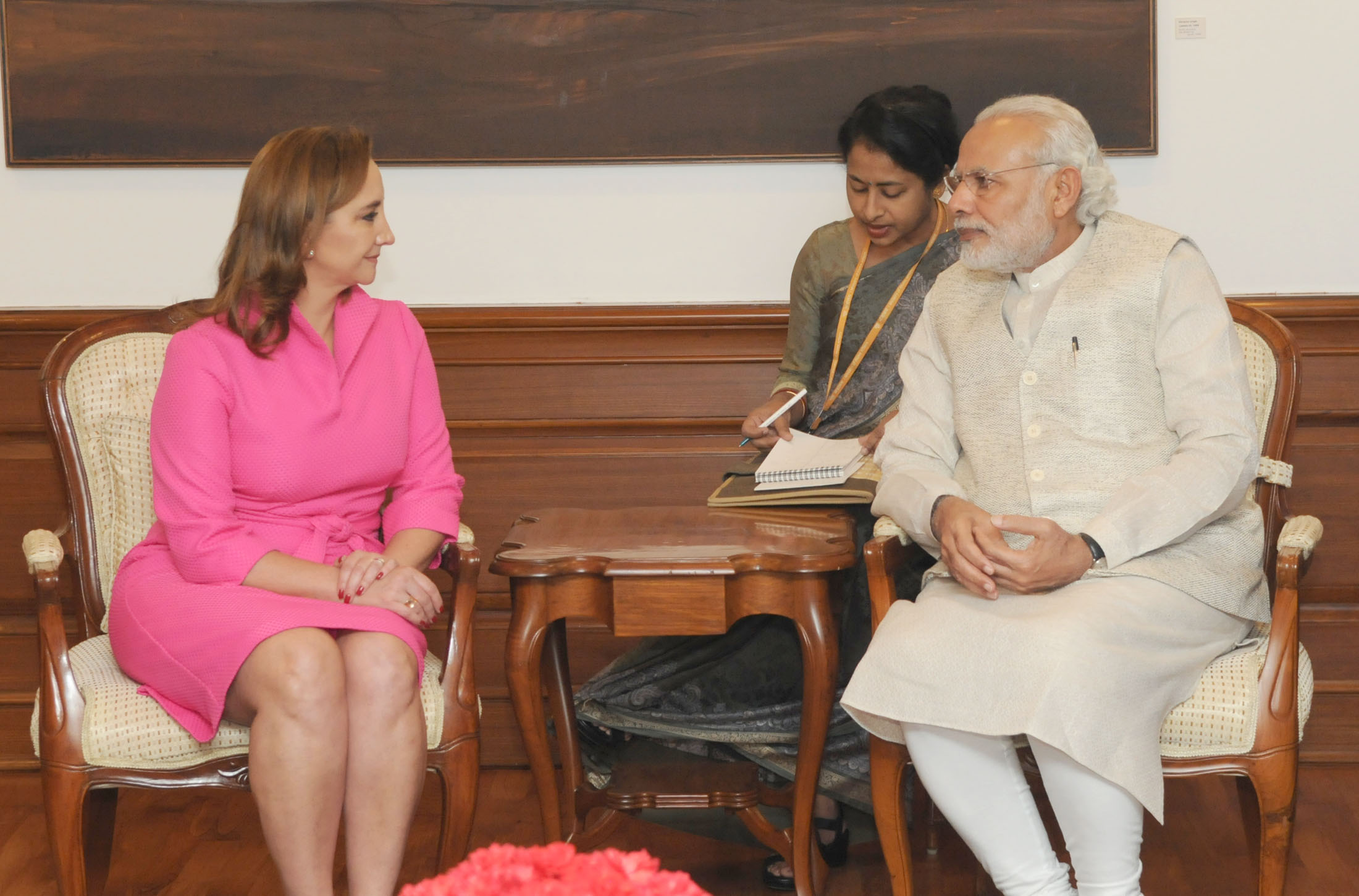
Secretaria de Relaciones Exteriores Claudia Ruiz Massieu y el Primer ministro Narendra Modi en Nueva Deli, 2016.
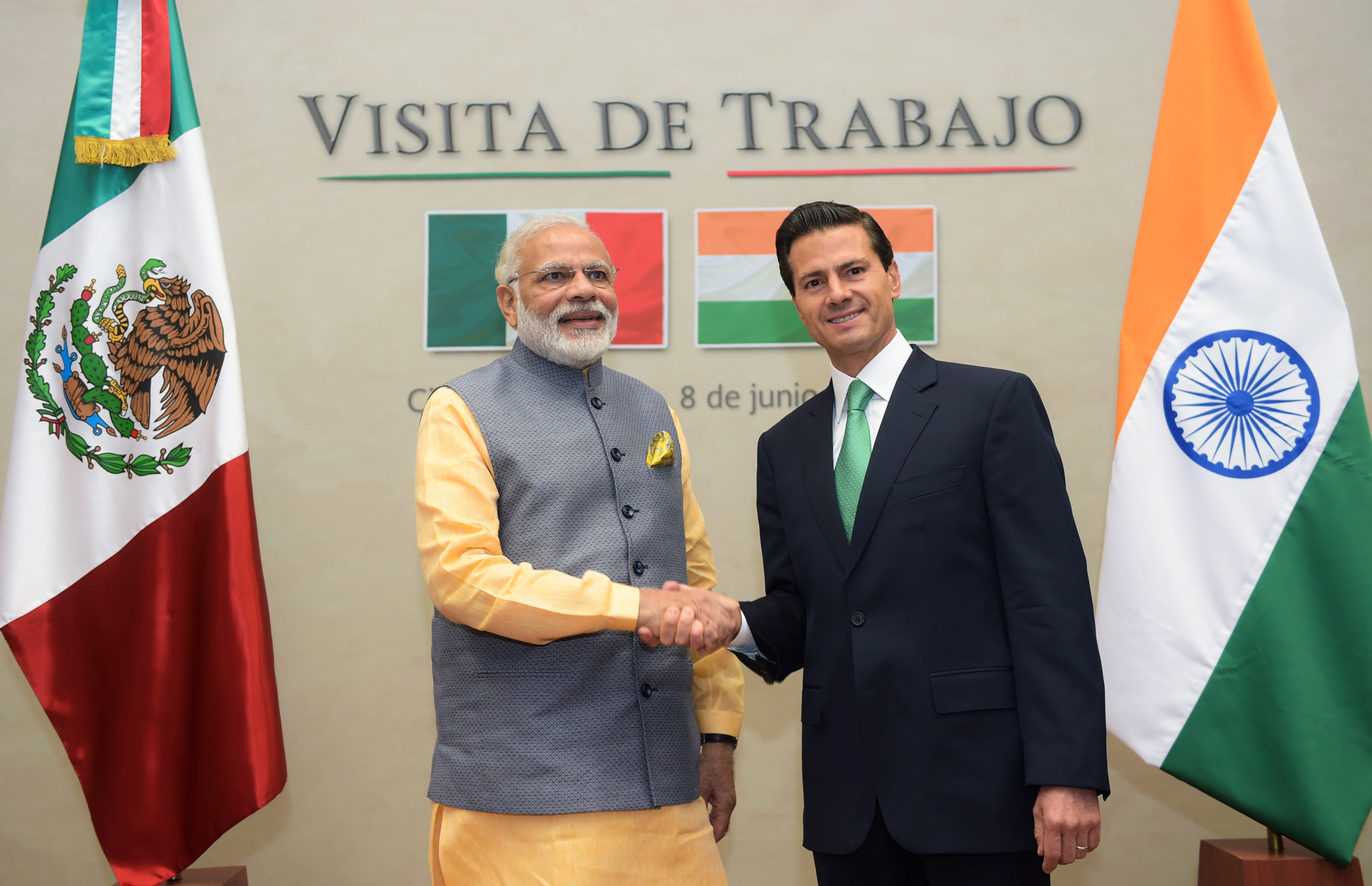
El presidente Enrique Peña Nieto junto con el Primer ministro Narendra Modi en la Ciudad de México; 2016.

## Acuerdos bilaterales
Ambas naciones han firmado varios acuerdos bilaterales como el Acuerdo de Cooperación Cultural (1975); Acuerdo de Cooperación Científica y Técnica (1975); Acuerdo de Cooperación Económica y Financiera (1982); Acuerdo de Cooperación Turística (1996); Memorando de Entendimiento sobre la Cooperación en materia de Comunicaciones (1996); Acuerdo de Intercambios Culturales y Educativos (2005); Acuerdo sobre la Exención de Visa para Pasaportes Oficiales y Diplomáticos (2005); Tratado de extradición (2007); Acuerdo sobre la Promoción y Protección Recíproca de Inversiones (2007); Acuerdo de Asistencia Jurídica Mutua en Materia Penal (2007); Acuerdo para Evitar la Doble Imposición y Prevenir la Evasión Fiscal en Materia del Impuesto a la Renta (2007); Acuerdo de servicios aéreos (2008); Acuerdo de Asistencia Administrativa Mutua en Materia Aduanera (2012); y un Memorando de Entendimiento entre el Consejo de Investigaciones Científicas e Industriales (CSIR) de la India y la Agencia Mexicana de Cooperación Internacional para el Desarrollo (AMEXCID) para ampliar los programas de cooperación e intercambio, particularmente en áreas de investigación, desarrollo tecnológico e innovación (2023).

## Migración
La comunidad india en México es relativamente pequeña y se estima en alrededor de 8.000; compuesto principalmente por ingenieros de software de empresas indias de TI. Hay varios ejecutivos de empresas indias e internacionales, académicos y profesores de las universidades locales y algunos empresarios privados en el sector textil y de la confección. También hay algunos restaurantes indios que han funcionado con éxito en México.

## Comercio
En 2023, el comercio bilateral entre ambas naciones ascendió a $8.6 mil millones de dólares. Las principales exportaciones de la India a México son: teléfonos y teléfonos móviles, motores y vehículos de motor, piezas y accesorios para vehículos de motor, neumáticos, productos electrónicos, medicamentos, productos químicos, prendas de vestir y calzado, materiales a base de aluminio y hierro, diamantes, frutas, semillas y especias. Las principales exportaciones de México a la India son: teléfonos y teléfonos móviles, maquinaria, circuitos electrónicos integrados, oro, productos de base química, chatarra, piezas y accesorios para vehículos de motor, minerales y alcohol.
Al menos 17 empresas mexicanas tienen presencia en India. Empresas multinacionales mexicanas como Cinépolis, Gruma, Grupo Bimbo, KidZania, Nemak, Orbia y Softtek (entre otras) operan en la India. Al mismo tiempo, más de 200 empresas indias tienen presencia en México. Empresas multinacionales indias como Grupo Tata, HCLTech, Infosys, Lupin Limited, Sun Pharma y Wipro (entre otras) operan en México.

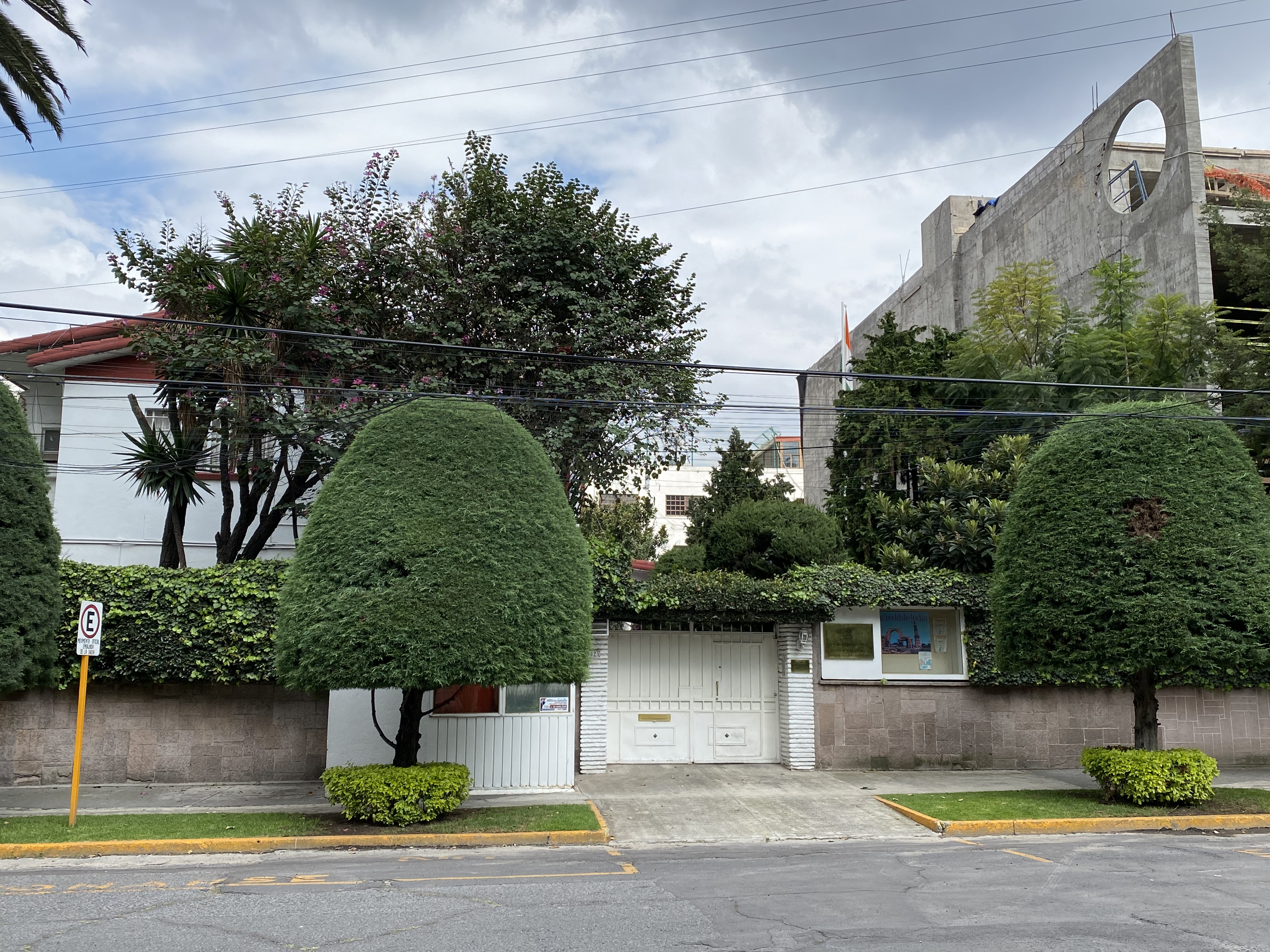
Embajada de la India en la Ciudad de México

## Misiones diplomáticas residentes
- India tiene una embajada en la Ciudad de México.[11]
- México tiene una embajada en Nueva Deli y un consulado en Mumbai.[12]